# Les Saphirs
Pour les articles homonymes, voir Les Saphirs (film).
Les Saphirs est un groupe belge de pop rock originaire de Bruxelles.
Le 8 juillet 1962, au premier Grand Festival de la Guitare d'Or de Ciney, où le groupe The Cousins est en tête d'affiche, l'orchestre les Saphirs remporte le 1er prix du concours des orchestres amateurs. Deux ans plus tard, ils se font connaître grâce au titre Jivaros, qui atteint la 16e place des charts belges.

## Composition du groupe
Les membres du groupe sont d'origine bruxelloise,
- Michel Lemeret : chant (décédé le 9 décembre 2018 à Bruxelles)
- Roland Simillon : guitares
- Jacques Vellekoop : basse
- Georges Delvaux : percussions, batterie

## Discographie
Les Saphirs ont sorti quatre 45 tours, chez Decca pour les trois premiers puis chez Barclay pour le dernier.
- Automne / Jivaros (1963)
- Geraldine / Les Etoiles Ont Brillé (1963)
- Atomia / Indian Dream (1963)
- Eureka / Il Faut Le Faire (1964)